# Зои Харт из южного штата
«Зо́и Харт из ю́жного шта́та», или «Се́рдце Ди́кси» (англ. Hart of Dixie) — американская медицинская комедия-драма, которая транслировалась с 26 сентября 2011 года по 27 марта 2015 года на телеканале The CW. 7 мая 2015 года The CW официально закрыл сериал после четырёх сезонов.

## Сюжет
Шоу рассказывает о докторе Зои Харт, которая переезжает в отдаленный городок в штате Алабама, после того как лишается работы в Нью-Йорке.

## В ролях

### Основной состав
- Рэйчел Билсон — Зои Харт, молодой доктор, которая стремится быть похожей на своего отца и стать кардиохирургом. После четырёх лет работы в Нью-Йоркской больнице, Зои не получает рекомендации из-за того, что она интересуется лишь болезнью пациента, а не самим человеком. Она переезжает в Алабаму и получает половину практики в маленьком городке Блю Белл, оставленную ей доктором Харли Уилксом несколько лет назад. После того как она узнает, что доктор Уилкс её биологический отец, она решает остаться для того, чтобы учиться у него, хотя он уже умер. В четвёртом сезоне выходит замуж за Уэйда и рожает от него сына.
- Джейми Кинг — Лэймон Брилэнд, дочь городского доктора Брика Брилэнда, была помолвлена с Джорджем Такером. Терпеть не может Зои. Несколько месяцев назад у неё были отношения с Лавоном Хейсом, но они расстались. Тем не менее она не хочет, чтобы Лавон встречался с другими девушками, и не уверена, что сделала правильный выбор, бросив его. В четвёртом сезоне выходит замуж за Лавона Хейса.
- Кресс Уильямс — Лавон Хейс, спортсмен, бывший полузащитником в Национальной футбольной лиге в течение 10 лет, и в настоящее время является мэром Блю Белл. Некоторое время встречался с Лэймон Брилэнд, помолвленной с другим, но до сих пор к ней неравнодушен. Есть ручной аллигатор. У него завязывается дружба с Зои. В третьем сезоне встречался с Аннабет Несс. В четвёртом сезоне женится на Лэймон Брилэнд.
- Уилсон Бетел — Уэйд Кинселла, бармен в «Раммер Джаммер», а позже и его владелец, и сосед Зои. Из-за того, что он играет на электрогитаре, у Зои периодически выключается электричество. Дружит с мэром Лавоном Хейсом. В четвёртом сезоне женится на Зои и становится отцом её сына.
- Тим Мэтисон — Брик Брилэнд, доктор, отец Лэймон и Магнолии, второй доктор в Блю Белл. Встречается с Шелби.
- Скотт Портер — Джордж Такер, адвокат, был помолвлен с Лэймон Брилэнд до того, как узнал, что она ему изменила. Раньше работал в крупной юридической фирме в Нью-Йорке, но решил вернуться в свой родной город Блю Белл, потому что соскучился по людям, которые заботятся друг о друге. Часто сталкивается с Зои. Рассказывает Зои, что женится на Лэймон, потому что она была прекрасным человеком в старшей школе, когда они познакомились. В четвёртом сезоне начинает встречаться с Аннабет Несс.
- Кейтлин Блэк — Аннабет Несс, член общества южных красавиц, подруга Лэймон. В третьем сезоне встречалась с Лавоном Хейсом. В четвёртом сезоне начинает встречаться с Джорджем Такером.

### Второстепенный состав
- Клаудия Ли — Магнолия Брилэнд, младшая сестра Лэймон и дочь Брика.
- МакКейли Миллер — Роуз Хаттенбергер, подросток в Блю Белл, подруга Зои.
- Мирси Монро — Тэнси Труитт, бывшая жена Уэйда Кинселлы и девушка Джорджа во 2 сезоне.
- Росс Филипс — Том Лонг, закомплексованный молодой человек, женится на Ванде. В четвёртом сезоне у них рождается дочь Фрода.
- Мэллори Мой — Ванда Лонг, жена Тома Лонга и официантка в «Раммер Джаммер». В четвёртом сезоне рожает дочь Фроду.
- Джош Кук — Джоэл Стивенс, писатель из Нью-Йорка, парень Зои в 3 сезоне.
- Брейди Бёркхардт — Крикетт Уоттс, подруга Лэймон, была замужем за Стенли Уоттсом. Объявила себя лесбиянкой в конце 3 сезона.
- Карла Рената — Сьюзи
- Реджинальд Велджонсон — Дэш ДеВитт, репортер местной газеты.
- Армелия МакКуин — Шула Уитакер, жительница Блюбелла, известная своим пристрастием к антиквариату.
- Трэвис Ван Винкл — Джона Брилэнд, доктор, племянник Брика и кузен Лэймон и Магнолии.
- Голден Брукс — Руби Джеффрис, бывшая девушка Лавона из старшей школы и соперница Лэймон во 2 сезоне.
- Лора Белл Банди — Шелби Синклер, девушка Брика и бывшая девушка Джорджа во 2 сезоне. Родила дочь Этель.
- Лорен Биттнер — Вивиан Уилкс, кузина Зои и девушка Уэйда в 3 сезоне.
- Коул Сэнд — Харли Уилкс, маленький сын Вивиан.
- Барри Уотсон — Дэвис Полк, парень Аннабет в 3 сезоне.
- Иэн Энтони Дейл — Генри Далтон, богатый доктор со связями в 4 сезоне.

## Эпизоды
| Сезон | Сезон | Эпизоды | Оригинальная дата выхода | Оригинальная дата выхода |
| Сезон | Сезон | Эпизоды | Премьера сезона          | Финал сезона             |
| ----- | ----- | ------- | ------------------------ | ------------------------ |
|       | 1     | 22      | 26 сентября 2011         | 14 мая 2012              |
|       | 2     | 22      | 2 октября 2012           | 7 мая 2013               |
|       | 3     | 22      | 7 октября 2013           | 16 мая 2014              |
|       | 4     | 10      | 15 декабря 2014          | 27 марта 2015            |

## Разработка и производство
1 февраля 2011 года было объявлено что The CW заказал пилот «Зои Харт из южного штата». 8 февраля 2011 года «TVLine» сообщил что Рэйчел Билсон будет играть главную роль в пилоте, а Скотт Портер был позднее утвержден на роль потенциального любовного интереса героини Билсон. 17 мая сеть официально взяла пилотную серию в качестве сериала на сезон 2011-12 годов.
20 мая 2011 года было объявлено что Нэнси Трэвис, которая также играет главную роль в комедийном сериале ABC «Последний настоящий мужчина» не сможет играть постоянную роль в сериале из-за запрета студией Fox»  появляться в шоу другого канала и студии-производителя. Позже было объявлено что не будут искать замену для важного по сюжету персонажа Трэвис, и актриса все же появится в первых эпизодах шоу.
11 мая 2012 года сериал был продлен на второй сезон. 26 апреля 2013 года телеканал продлил шоу на третий сезон. 8 мая 2014 года телесериал был продлен на сокращённый четвёртый сезон .
14 марта 2015 года исполнительный продюсер сериала Лейла Герштейн подтвердила, что телеканал The CW принял решение о его закрытии после четвертого сезона по причине низких рейтингов.